# Об'єктивація
Об‘єктива́ція (англ. objectification, від лат. objectivus — предметний) — уречевлення, опредметнення, перетворення живої істоти на об'єкт, а також ставлення та поводження з людиною (твариною) як із річчю. Уможливлює такі дії, як насильство (війни, торгівля людьми, сексуальне насильство, проституція), ксенофобія, ненависть до груп людей.
- У соціальній філософії об'єктивація — акт поводження з людиною (іноді — і з твариною[1]) як з предметом чи річчю, сприйняття її як об'єкта. Це частина дегуманізації, акт дезактивації людяності інших.
- У феміністичній теорії сексуальна об'єктивація (сексуалізована підмножина об'єктивації) — акт трактування людини як простого об'єкта сексуального потягу, з нівелюванням її особистості, суб'єктності та волі. Наслідком явища є самооб'єктивація жінок: об'єктивація власного «я» та розгляд себе з точки зору інших. Сексуальна об'єктивація, широко присутня в медіа та культурі зґвалтування загалом, нормалізує насильство проти жінок, зокрема сексуальне, і є однією з головних мішеней фемінізму (особливо другої хвилі).
- У марксизмі об'єктивація суспільних відносин обговорюється як «переоцінка».
- У психології — мисленнєвий процес, завдяки якому відчуття, що виникло як суб'єктивний стан, перетворюється у сприйняття об'єкта[2] Об'єктивація — акт проєкції назовні деяких наших внутрішніх відчуттів, набуття будь-чим зовнішньої, об'єктивної форми існування (стосовно до чогось суб'єктивного, психічного, або до внутрішньої, імпліцитної, прихованої сутності); процес та результат локалізації образів сприйняття у зовнішньому світі — там, де розташовані джерела інформації, яка сприймається.[3]

## Визначення
За американською філософинею Мартою Нуссбаум, людина об'єктивується, якщо до неї застосовний один чи кілька таких критеріїв:
1. Інструментальність — трактування людини як інструменту для чужих цілей;
2. Заперечення автономії — ставлення до людини як до дефіциту самостійності чи самовизначення;
3. Інертність — ставлення до людини як до дефіциту агентства чи діяльності;
4. Взаємозамінність — трактування людини як взаємозамінної з (іншими) об'єктами;
5. Можливість порушення — ставлення до людини як до нецілісності границь та порушності, «як до чогось, що допустимо розбити, розбити, прорвати»;
6. Привласнення — поводження з людиною так, ніби вона може бути у власності, придбанні чи продажу;
7. Заперечення суб'єктивності — ставлення до людини, ніби не потрібно турбуватися про її переживання чи почуття.

Rae Langton запропонував ще три властивості до списку Нуссбаум:
1. Зведення до тіла — поводження з людиною, ототожнене з її тілом або частинами тіла (див. Проституція);
2. Зведення до зовнішності — поводження з людиною насамперед з точки зору того, як вона виглядає або сприймається іншими органами чуття (див. Лукізм);
3. Замовчування (Silencing) — поводження з людиною так, ніби вона мовчить, не маючи можливості говорити.

## Теорія об'єктивації
Нуссбаум вважала розуміння людьми об'єктивації занадто спрощеним, щоб слугувати нормальною концепцією, за допомогою якої люди оцінюють моральні наслідки сексуалізації жінок. Таким чином, її проект полягає в з'ясуванні концепції шляхом випробування 7 вимірів об'єктивації та розрізнення доброякісних та шкідливих форм за різних обставин стосовно статі. Нуссбаум стверджує, що тема об'єктивації важлива не тільки для сексуальності, про яку йдеться досить довго, але й марксистському погляду на капіталізм і рабство.
Кетрін Макіннон та Андреа Дворкін трактують кантіанську ідею про нормальну об'єктивованість сексуального бажання як секуально об'єктивізуюче. Дослідниці доводять, що об'єктивація чоловіків і жінок є асиметричною. Те, як чоловіки виражають сексуальність і те, як жінки виражають сексуальність, структурується в більшому соціальному та культурному контексті, де влада між чоловіками та жінками розподілена нерівно. Чоловіки виражають свою сексуальність домінуючим шляхом: об'єктивуючи жінок, тоді як жінки висловлюють свою сексуальність, підкорюючись — об'єктивуючись або самооб'єктивуючись. Отже, жінки вразливіші до порушень та відсутності суб'єктивності й самостійності.
За теорією об'єктивації Барбари Фредріксон та Томі-Енн Робертса, що об'єктивація жінки чи дівчини рано чи пізно призводить до посилення почуття тривоги. Жінка негайно усвідомлює статус, який їй надало суспільство, і переживає цей результат як первинний погляд на себе. Фредріксон і Робертс стверджують, що об'єктивація жінок впливає на їх психічне здоров'я. Безперервний погляд громадськості, що пильнує жіночий організм, викликає руйнування контакту з власним тілом і тягне за собою епізоди харчових розладів, депресії, тривоги, зниження самооцінки, нав'язливих сорому чи провини. Впливи з боку нової хвилі феміністок і вчених поставили жіноче тіло в соціокультурну перспективу. Це призвело до нового виміру точки зору тіла, однак воно також підкреслило значення перегляду жіночого тіла як в біологічній, так і в соціокультурній перспективі. Фредріксон і Робертс стверджують, що одне не повинно затьмарюватися іншим, оскільки саме комбінований ефект створив соціальну конструкцію над тілом.
Теорія об'єктивації стимулює дискурс до соціокультурного аналізу жіночого організму на крок далі у межах психології жінок та гендеру. Як стверджують Фредріксон і Робертс: «Мабуть, найглибшим і найпоширенішим із цих переживань є порушення потоку свідомості, в результаті якого багато дівчат і жінок втілюють у собі культурні практики об'єктивації і звично контролюють зовнішній вигляд своїх тіл».

## У філософії
Об'єктиваціями психічного є всі зовнішні прояви психічної діяльності — практична діяльність, вчинки, знаки тощо. Як об'єктивації психічного виступають також всі продукти та способи людської діяльності — культура в широкому сенсі слова. Крім того, як об'єктивації вольових імпульсів, бажань тощо розглядаються об'єкти, на які вони спрямовані. Найважливішою формою об'єктивації свідомості та мислення вважається звичайно мова. Класична філософія трактувала відношення мислення і мовлення в дусі теорії вираження: мислення існує до і поза мовою, а в мові набуває лише зовнішньої форми існування, об'єктивується. Філософія 20 ст. схиляється до визнання мови умовою формування самої свідомості і мислення, середовищем будь-якої духовної діяльності. Якщо для класичної філософії мова свідомо будується мисленням як його об'єктивація, то некласична вважає, що мова задає межі та можливості для мислення, а не просто надає йому зовнішньої форми існування. Проявом психічного є також жести, інтонації, вирази обличчя, які часто є ненавмисними формами вираження психічного. Ірраціоналістична філософія вважає їх інтерпретацію дуже важливою, оскільки вони відкривають про людину більше, ніж вона усвідомлює сама (В. Дільтей).
Термін «об'єктивація» в іншому значенні використовувався в історії філософії в різноманітних концепціях. У А. Шопенгауера все існуюче розглядається як різні об'єктивації світової волі. Воля проявляється на різних щаблях об'єктивації, починаючи з різноманітних сил в неживій природі (тяжіння, непроникність), де на відміну від живої природи об'єктивації волі не індивідуалізовані. Жива природа і людське суспільство вбачаються Шопенгауером як безперервне зіткнення індивідуалізованих об'єктивацій волі. Для «філософії життя» життя — це стихійний ірраціональний творчий порив, об'єктиваціями якого є, зокрема, всі продукти культури (для В. Дільтея — релігія, філософія і мистецтво).
У філософії 20 ст. наростає тенденція трактувати об'єктивацію внутрішнього і суб'єктивного як його відчуження, а зовнішні форми його існування — як несправжні, спотворюючі його суть. Вона має коріння в класичній філософії. У Гегеля природа й історія — форми інобуття абсолютної ідеї, яка, набуваючи зовнішньої форми існування, відчужує себе в них, хоча тут відчуження ще не є спотворенням. Стосовно до співвідношенню мови і мислення трактування об'єктивації як спотворення справжньої суті внутрішнього виражена знаменитими словами Ф. Тютчева: «Думка висловлена є брехнею». Г. Зіммель бачив «трагедію культури» саме в тому протиріччі, яке існує між творчою сутністю життя і застиглими інституційними формами, в яких цей порив повинен втілитися, об'єктивуватися. Подібний же конфлікт між творчістю та об'єктивацією драматизував у своїй філософії М. О. Бердяєв. Світ об'єктивацій — це те, що протистоїть свободі і творчості. Творчий акт для нього можливий як звільнення, подолання об'єктивного і необхідного.
Хоча схильність до об'єктивації наших станів є цілком природною, вона не завжди є легітимною: такою вона стає лише тоді, коли об'єктивація носить загальний характер, коли всі визнають певний факт — тоді можна говорити про деяку об'єктивність. Але, оскільки існує безліч колективних ілюзій (світлові видіння, відчуття історичної істини), то об'єктивація може володіти науковою об'єктивністю лише в тому випадку, якщо вона узгоджується із загальними законами науки (коли наукові інструменти — термометр, мірило економічних законів, керуючих історією, і т. д. — напряму їх відображають). Об'єктивація сприймається або як суб'єктивна цінність, або як спільна цінність (колективне уявлення), або, нарешті, як всезагальна цінність (наукова об'єктивність).